# Claude Rolin

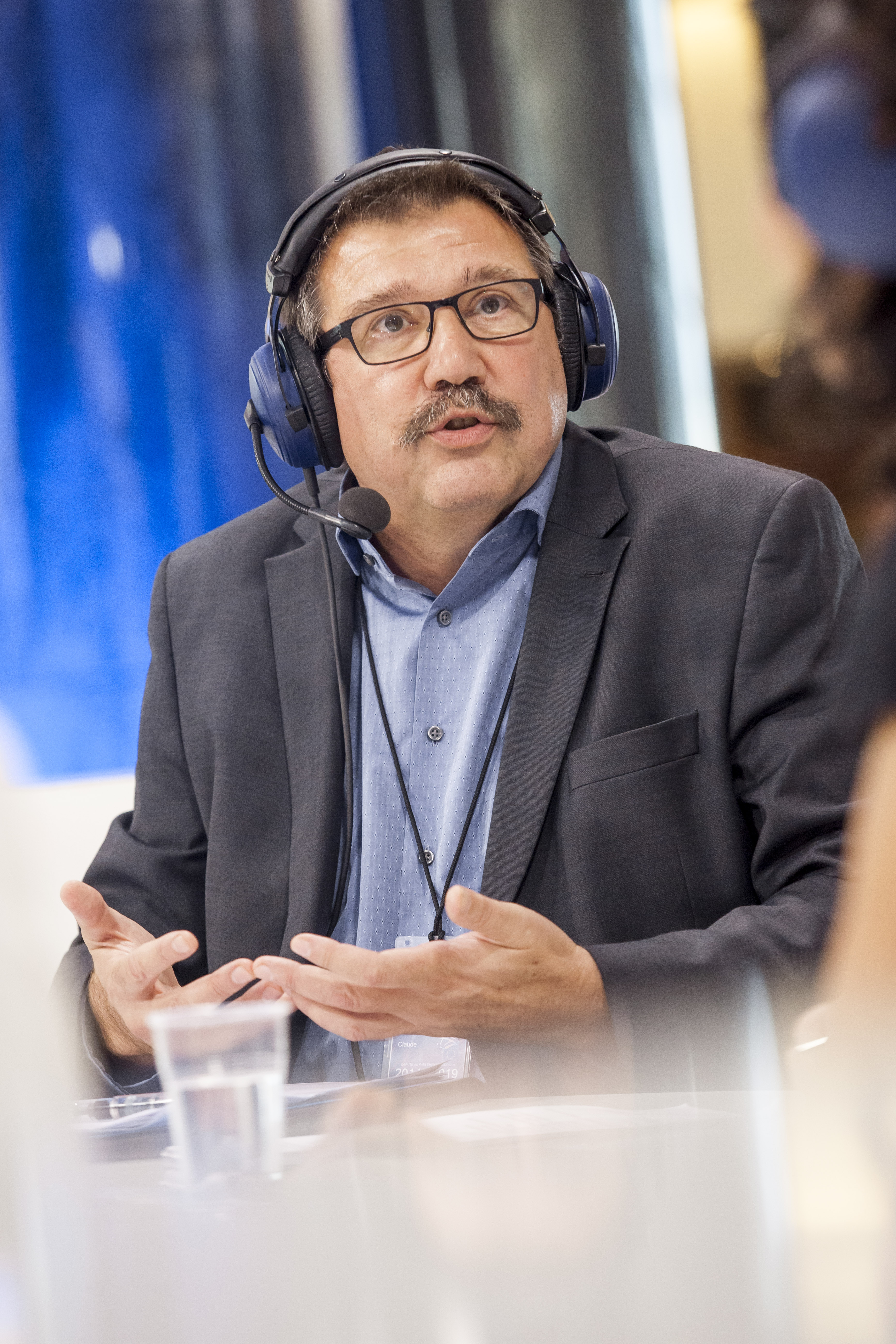
Claude Rolin

Claude Rolin (* 26. Mai 1957 in Charleroi) ist ein belgischer Politiker der Centre Démocrate Humaniste.

## Leben
Rolin ist seit 2014 Abgeordneter im Europäischen Parlament. Dort ist er Mitglied im Ausschuss für Beschäftigung und soziale Angelegenheiten, in der Delegation für die Beziehungen zum Panafrikanischen Parlament und in der Delegation in der Paritätischen Parlamentarischen Versammlung AKP-EU.